# 1590-ih
2. tisućljeće
◄ | 15. stoljeće | 16. stoljeće | 17. stoljeće | ►
◄ | 1560-ih | 1570-ih | 1580-ih | 1590-ih | 1600-ih | 1610-ih | 1620-ih | ►
1590. | 1591. | 1592. | 1593. | 1594. | 1595. | 1596. | 1597. | 1598. | 1599.

## Događaji i trendovi
- 1593. Bitka kod Siska (Toma Erdödy)